# الرشيد الطاهر بكر
الرشيد الطاهر بكر (24 يونيو 1933- 11 مارس 1988)  سياسي من السودان. ولد بالقضارف في ولاية القضارف.

## حياته
ولد بمدينة القضارف عام 1932م، ودرس المرحلة الأولية فيها ، والوسطى بمدارس الأحفاد بأمدرمان، والثانوية بمدرسة حنتوب الثانوية، ثم كلية الخرطوم الجامعية مدرسة القانون (التي تغير اسمها بعد عام 1956م إلى جامعة الخرطوم) وكان رئيس اتحاد طلاب جامعة الخرطوم سنة 1954م، وتم اختياره المرشد العام للإخوان المسلمين بالسودان. 
اتهم بالمشاركة في انقلاب المقدم علي حامد عام 1959م ضد نظام الفريق عبود وحكم عليه بالسجن لخمس سنوات وأطلق سراحه عام 1963م، فتح مكتباً للمحاماة بالقضارف، وعند قيام ثورة أكتوبر 1964م كان أحد قادتها ، عين وزيراً في حكومة أكتوبر الثانية بديلاً لمحمد صالح عمر. وفاز في انتخابات الجمعية التأسيسية عام 1965م ممثلاً لجبهة الميثاق الإسلامي. لكنه قدم استقالته منها عام 1966م، وانضم في عام 1967م للحزب الوطني الديمقراطي.
بعد قيام مايو شارك معها وتولى عدة مواقع سفيراً للسودان بليبيا، ثم وزيراً، ثم رئيس وزراء، ثم نائب رئيس الجمهورية، ثم رئيس مجلس الشعب القومي الرابع «البرلمان»، وشغل مواقع عدة في حزب الاتحاد الاشتراكي. 